# Vesce
Vesce är en ort i Tjeckien.   Den ligger i regionen Södra Böhmen, i den centrala delen av landet, 90 km söder om huvudstaden Prag. Vesce ligger 469 meter över havet och antalet invånare är 241.
Terrängen runt Vesce är platt. Runt Vesce är det glesbefolkat, med 19 invånare per kvadratkilometer. Närmaste större samhälle är Tábor, 18,3 km norr om Vesce. Omgivningarna runt Vesce är en mosaik av jordbruksmark och naturlig växtlighet.